# Furacão Mitch
Furacão Mitch um dos mais destruidores ciclones tropicais no Oceano Atlântico já visto. Alcançou ventos de mais de 180 mph ou 290 km/h considerado de categoria 5 pela Escala de Furacões de Saffir-Simpson devastou a América Central entre 22 de outubro a 5 de novembro de 1998. Foi o mais devastador furacão dos últimos 200 anos e o segundo maior em número de mortes.

## Movimento

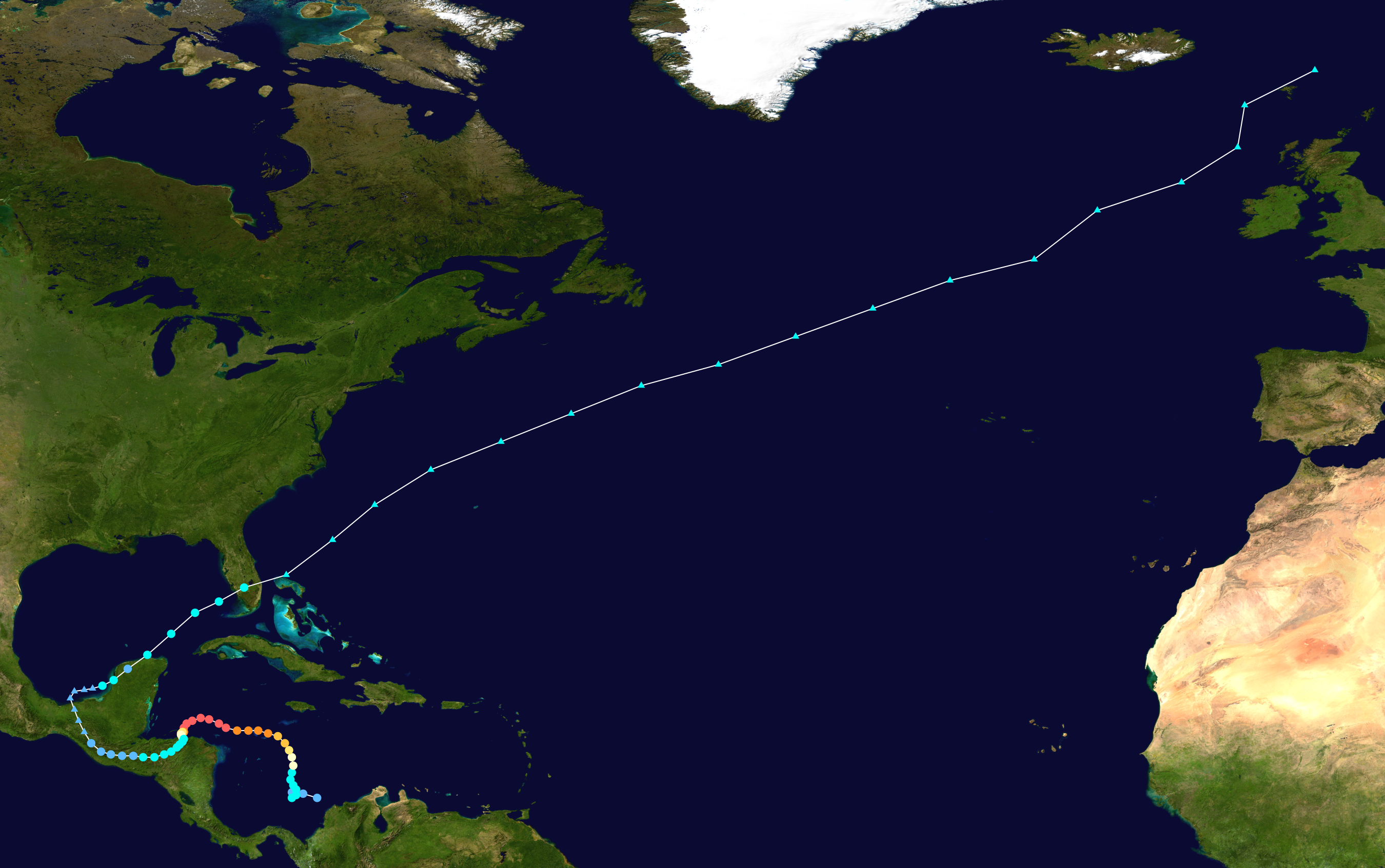
Rota do Mitch

Mitch começou com ventos tropicais na África em 10 de outubro. Depois se moveu pelo Atlântico para as ilhas do Caribe. Classificado como depressão tropical em 22 de outubro a 670 km de Kingston, Jamaica. A depressão se moveu e no próximo dia foi classificado como tempestade tropical.
Em 26 de outubro foi classificado como furacão de categoria 5 e já comparado com o Furacão Camille.
O olho do furacão viajou paralelo ao litoral da Nicarágua e Honduras.
Entre 27 de outubro e 5 de novembro o furacão atingiu El Salvador, Guatemala, Península de Yucatan e sul da Flórida.
| Furacões mais mortais no Atlântico | Furacões mais mortais no Atlântico | Furacões mais mortais no Atlântico | Furacões mais mortais no Atlântico |
| Posição                            | Furacão                            | Temporada                          | Fatalidades                        |
| ---------------------------------- | ---------------------------------- | ---------------------------------- | ---------------------------------- |
| 1                                  | ? "Grande Furacão"                 | 1780                               | 22,000–27,501                      |
| 2                                  | 5 Mitch                            | 1998                               | 11,374+                            |
| 3                                  | 2 Fifi                             | 1974                               | 8,210–10,000                       |
| 4                                  | 4 "Galveston"                      | 1900                               | 8,000–12,000                       |
| 5                                  | 4 Flora                            | 1963                               | 7,193                              |
| 6                                  | ? "Pointe-à-Pitre"                 | 1776                               | 6,000+                             |
| 7                                  | 5 "Okeechobee"                     | 1928                               | 4,112+                             |
| 8                                  | ? "Newfoundland"                   | 1775                               | 4,000–4,163                        |
| 9                                  | 3 "Monterrey"                      | 1909                               | 4,000                              |
| 10                                 | 4 "San Ciriaco"                    | 1899                               | 3,855                              |

## Danos
Mitch causou de 6 a 7 bilhões de dólares de prejuízos e 18 000 mortes, afetando as áreas de Honduras, Nicarágua, El Salvador, Guatemala, Península de Yucatan e sul da Flórida.